# Столица в огне
Столица в огне (яп. 永遠の都 "Вечная столица") — роман японского писателя Отохико Кага, впервые опубликованный в январе 1986 года в журнале «Синтё». В Японии издан в 7 томах, на русском языке вышел в петербургском издательстве «Гиперион» в 2020 году в 3-х томах. Роман не был переведён ни на один европейский язык.

## Сюжет
Действие романа разворачивается в Токио за год до инцидента 26 февраля 1947 года, когда вступила в силу Конституция Японии. Роман рассказывает о семье директора крупной больницы и её жизни во время войны. Эта охватывающая три поколения семейная история заняла 4854 страницы рукописного текста.